# Brandljud

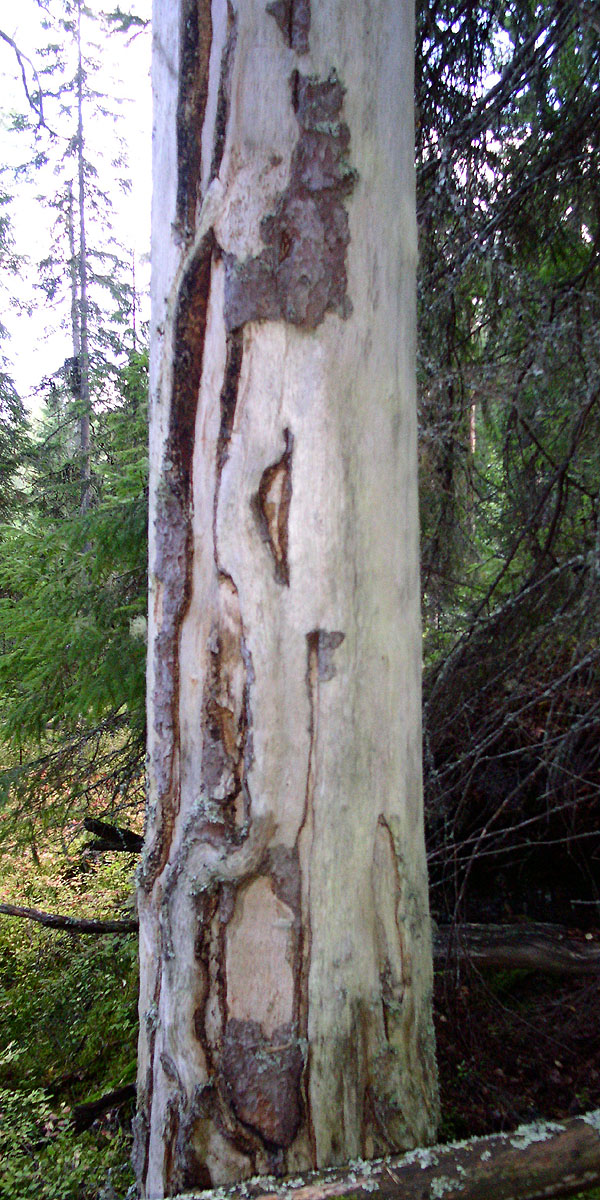
Brandljud i en torrtall. Nybrändberget, Dalarna.

Brandljud är en stamskada på ett träd, orsakad av värme från skogsbrand. Barken faller av och veden blottas. Om trädet överlever branden börjar skadan övervallas. Brandljud finns främst på tallar, som tack vare sin tjocka bark kan överleva branden. Liknande skador (ljud) kan också uppkomma av till exempel påkörning, blixtnedslag eller genom oförsiktig gallring eller blädning. 
Ljud i tallar var förr i tiden eftertraktad som tändved. Veden höll sig torr i regn på grund av att den bäddats in i barken – och var lätt att antända.

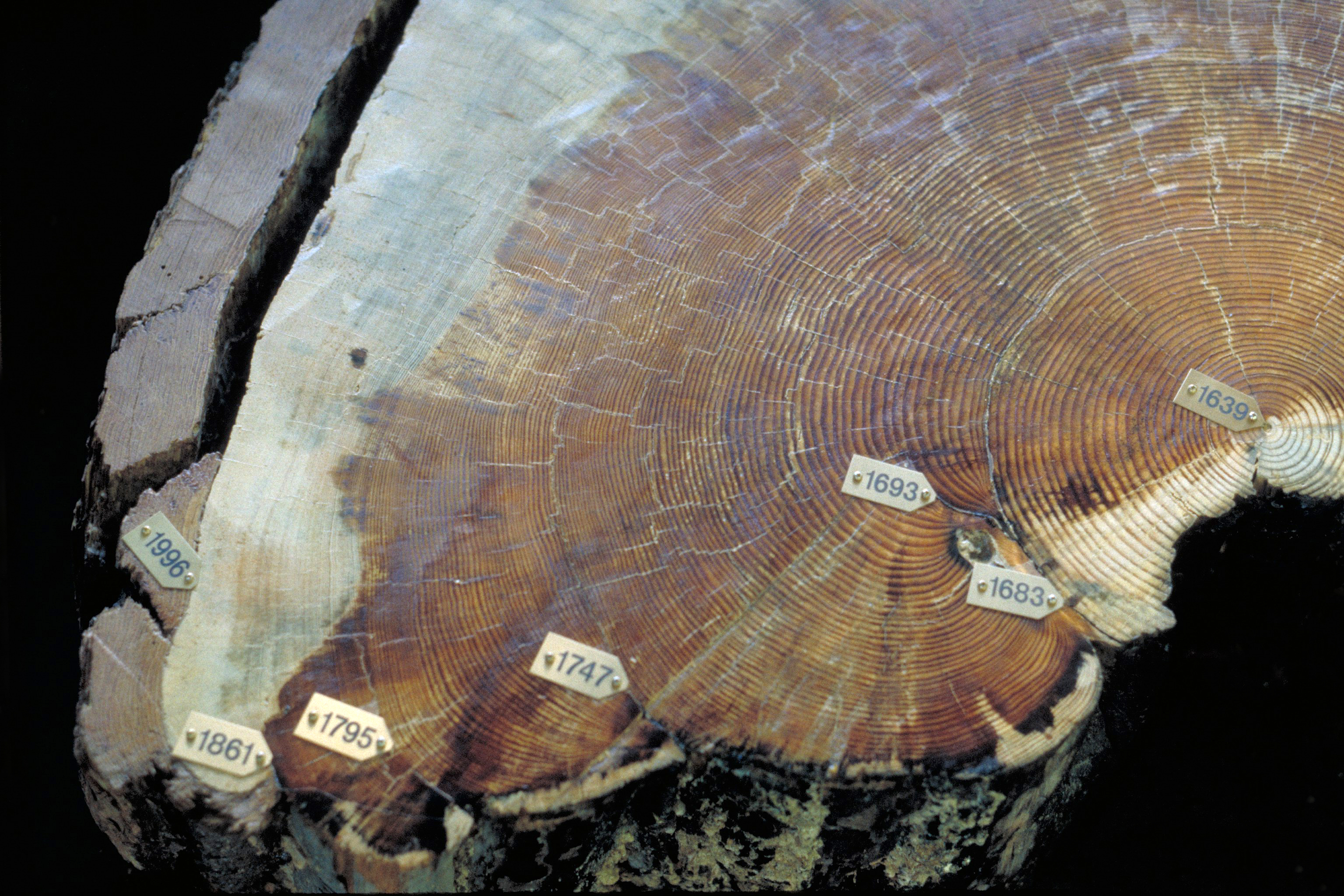
I denna skiva syns spåren efter hela fem skogsbränder, som kunnat dateras med hjälp av dendrokronologi. P. g. a. skadorna har veden till stor del impregnerats med kåda. Sådan ved är mycket motståndskraftigt mot röta, och kan bli kvar hundratals år i skogen sedan trädet dött. Skivan är sågad ur en gultall, Pinus ponderosa som växte någonstans i USA

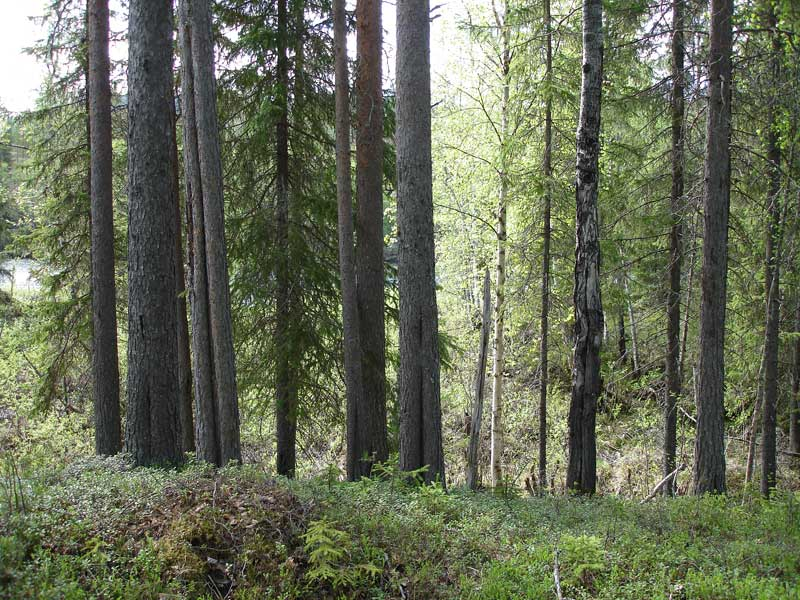
Träd med brandljud efter en skogsbrand som ägde rum i juni 1968, 45 år tidigare. De flesta träden är tallar men även en asp har ett tydligt brandljud. Bilden är tagen i utkanten av Älgbäcksheden vid Öreälven i Lycksele kommun.